# Boniniidae
Famille
Les Boniniidae sont une famille de vers plats marins de la super-famille des Boninioidea (sous-ordre des Cotylea, ordre des Polycladida).

## Systématique
Le nom valide complet (avec auteur) de ce taxon est Boniniidae Bock, 1923.

### Liste des genres
Selon la base de données World Register of Marine Species (20 novembre 2023), la famille des Boniniidae regroupe les genres suivants :
- genre Boninia Bock, 1923
- genre Paraboninia Prudhoe, 1944
- genre Traunfelsia Laidlaw, 1906